# ساخت زبان فارسی (کتاب غلامعلی‌زاده)
ساخت زبان فارسی کتابی از خسرو غلامعلی‌زاده (استاد بازنشستهٔ دانشگاه رازی کرمانشاه) است که در سال ۱۳۷۴ از سوی نشر احیا کتاب منتشر شد. نویسنده در این کتاب که در اصل، رسالهٔ دکتری او در دانشگاه تهران است، به جنبه‌های گوناگون دستورزبان فارسی (عمدتاً بر پایهٔ دستور گشتاری) پرداخته‌است.

## نقد و بررسی
محمد راسخ مهند این کتاب را از منابع مهم در زمینهٔ دستور زبان فارسی می‌داند.
در مقالهٔ دیگری، ساخت بینافردی با محوریت وجه دستوری در این کتاب بررسی شده‌است.
شورای بررسی متون نقدی بر این کتاب منتشر کرده که در آن آمده‌است: کتاب «به عنوان یک تحقیق بنیادی در چارچوب یک نظریه خاص بسیار ارزشمند است اما به عنوان یک کتاب درسی در مقطع کارشناسی با مشکلاتی رو به رو است»
این کتاب همچنین به‌عنوان منبعِ آزمون کارشناسی ارشد رشتهٔ زبان‌شناسی معرفی شده‌است.